# Dows
Dows ist eine Kleinstadt (mit dem Status „City“) im Wright County und zu einem kleineren Teil im Franklin County im US-amerikanischen Bundesstaat Iowa. Im Jahr 2010 hatte Dows 538 Einwohner, deren Zahl sich bis 2013 auf 527 verringerte. Das U.S. Census Bureau hat bei der Volkszählung 2020 eine Einwohnerzahl von 521 ermittelt.

## Geografie
Dows liegt im mittleren Norden Iowas am rechten Ufer des Iowa River, einem linken Nebenfluss des Mississippi.
Die geografischen Koordinaten von Dows sind 42°39′24″ nördlicher Breite und 93°30′04″ westlicher Länge. Das Stadtgebiet erstreckt sich über eine Fläche von 2,07 km² und liegt zum größten Teil in der Blaine Township des Wright County und zu einem kleineren Teil in der Morgan Township des Franklin County.
Nachbarorte von Dows sind Alexander (18,6 km nördlich), Latimer (18,8 km nordöstlich), Galt (12,1 km westnordwestlich) und Rowan (14 km nordnordwestlich).
Die nächstgelegenen größeren Städte sind die Twin Cities in Minnesota (Minneapolis und Saint Paul) (270 km nördlich), Rochester in Minnesota (217 km nordöstlich), Wisconsins Hauptstadt Madison (399 km ostnordöstlich), Dubuque am Schnittpunkt der Bundesstaaten Iowa, Wisconsin und Illinois (262 km östlich), Waterloo (118 km ostsüdöstlich), Cedar Rapids (204 km in der gleichen Richtung), Iowas Hauptstadt Des Moines (125 km südlich), Nebraskas größte Stadt Omaha (346 km südwestlich), Sioux City (263 km westlich) und South Dakotas größte Stadt Sioux Falls (360 km westnordwestlich).

## Verkehr
Der Interstate Highway 35, der hier die kürzeste Verbindung von Minneapolis nach Des Moines bildet verläuft in Nord-Süd-Richtung an der östlichen Stadtgrenze an Dows vorbei. Alle weiteren Straßen sind untergeordnete Landstraßen, teils unbefestigte Fahrwege sowie innerörtliche Verbindungsstraßen.
In Dows befindet sich der südöstliche Endpunkt einer Eisenbahnnebenstrecke der Union Pacific Railroad (UP).
Mit dem Clarion Municipal Airport befindet sich 31 km nordwestlich ein kleiner Flugplatz. Der nächste Verkehrsflughafen ist der Des Moines International Airport (135 km südlich).

## Bevölkerung
Nach der Volkszählung im Jahr 2010 lebten in Dows 538 Menschen in 250 Haushalten. Die Bevölkerungsdichte betrug 259,9 Einwohner pro Quadratkilometer. In den 250 Haushalten lebten statistisch je 2,15 Personen.
Ethnisch betrachtet setzte sich die Bevölkerung zusammen aus 93,3 Prozent Weißen, 1,3 Prozent Afroamerikanern, 0,2 Prozent Asiaten sowie 3,9 Prozent aus anderen ethnischen Gruppen; 1,3 Prozent stammten von zwei oder mehr Ethnien ab. Unabhängig von der ethnischen Zugehörigkeit waren 18,4 Prozent der Bevölkerung spanischer oder lateinamerikanischer Abstammung.
19,5 Prozent der Bevölkerung waren unter 18 Jahre alt, 55,0 Prozent waren zwischen 18 und 64 und 25,5 Prozent waren 65 Jahre oder älter. 51,1 Prozent der Bevölkerung waren weiblich.
Das mittlere jährliche Einkommen eines Haushalts lag bei 39.350 USD. Das Pro-Kopf-Einkommen betrug 25.345 USD. 9,4 Prozent der Einwohner lebten unterhalb der Armutsgrenze.